# A. H. Halsey
Albert Henry 'Chelly' Halsey (1923-2014) fue un sociólogo británico. Fue profesor emérito de Estudios Sociales y Administrativos de la Universidad de Oxford, y miembro de Nuffield College, Oxford.
Halsey trabajó en lo que él llamó la tradición de "aritmética política" a través de su carrera, con la tarea doble de documentar el estado de la sociedad y abordar los problemas sociales y políticos a través de "administración social experimental".

## Trabajos selectos
- Education, Economy, and Society: A Reader in the Sociology of Education (1961)
- Trends in British Society since 1900: A Guide to the Changing Social Structure of Britain (1972)
- Heredity and Environment (1977)
- Change in British Society BBC Reith Lectures (1978)
- Decline of Donnish Dominion: The British Academic Professions in the Twentieth Century (1992)